# 池坐朝霧黄幡比売神社

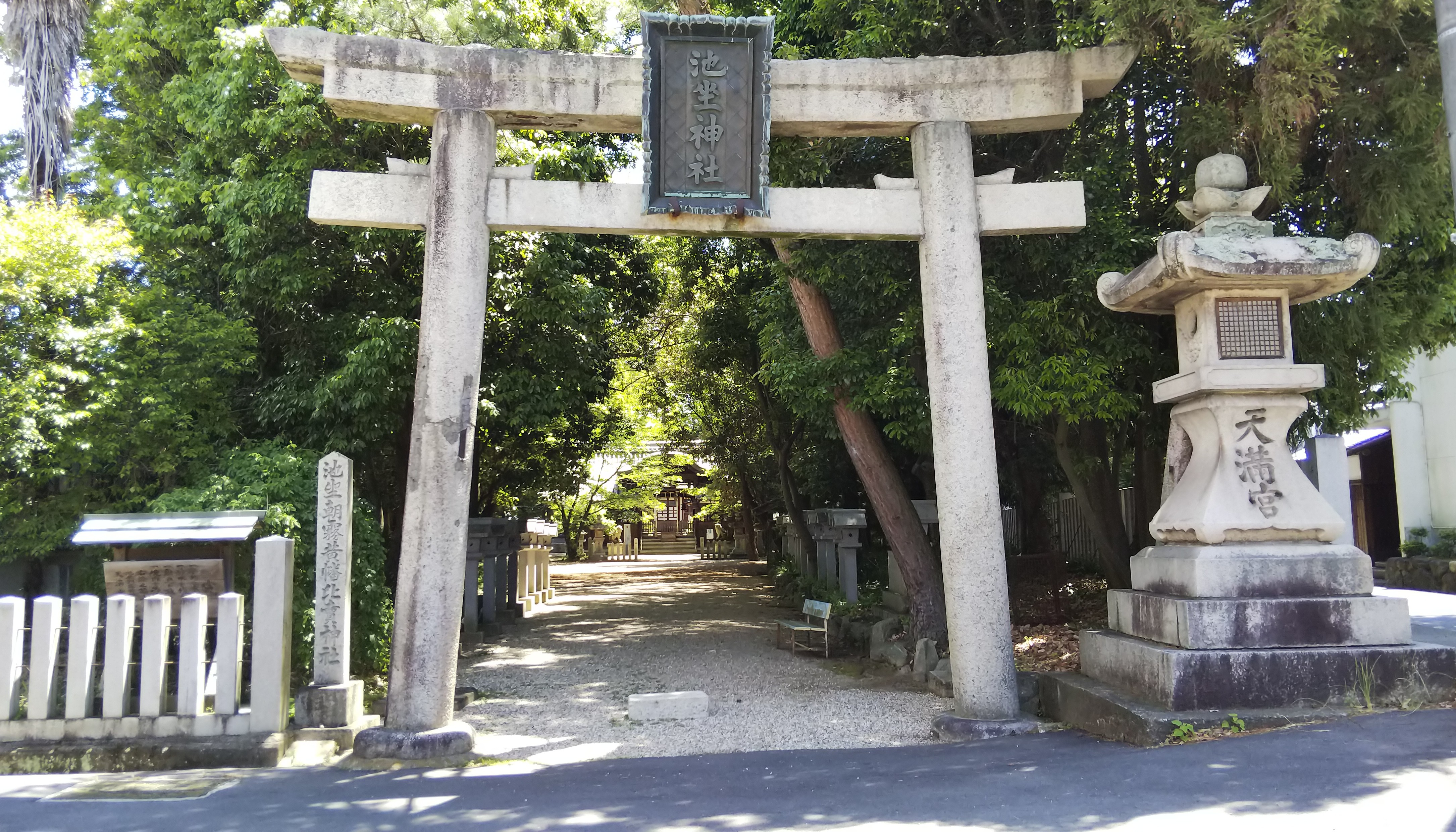
鳥居

池坐朝霧黄幡比売神社（いけにますあさぎりきはたひめじんじゃ）は、奈良県磯城郡田原本町にある神社である。式内大社で、旧社格は郷社。

## 歴史

### 創建
創建年代は不詳だが、境内に立つ石碑によると、「推古天皇24年（616年）聖徳太子草創の法貴寺伽藍を賜った秦氏が、その祖神守り神として崇敬した古社である」とあり、これに基づくと推古天皇24年に秦氏が法貴寺の創建とともに創建したものと推測され、法貴寺の鎮守社として崇敬されたものと考えられる。

### 概史
天平2年（730年）の『大倭国正税帳』（正倉院文書）に「池神」と記載があり、大同元年（806年）には神封三戸が寄進された（『新抄格勅符抄』）。『延喜式神名帳』では大社に列しており、月次・相嘗・新嘗の奉幣に預ると記されている。
天慶9年（949年）北野天満宮より天満宮を勧請して相殿に祀ったことから中世から江戸時代までは「天満宮」の名前で呼ばれていた。
『磯城郡誌』によると、「法貴寺は秦河勝の草創と称する旧刹にして、長谷川党の氏寺なり、故に長谷川党の一名を法貴寺氏人となす。当社は其の伽藍鎮守神として勧請せるものならん。古来同寺其の祭祀を管し、長谷川党これに預かるは蓋しここに起因するものか」と記されていることから、法貴寺は長谷川党の氏寺として崇敬され、当社も同様に祭祀されていたとされる。更に世阿弥の女婿である能楽の金春流・金春禅竹が記した『明宿集』に「秦河勝ノ御子三人、一人ニワ武ヲ伝エ、一人ニワ伶人ヲ伝エ、一人ニワ猿楽ヲ伝フ。武芸ヲ伝エ給フ子孫、今ノ大和ノ長谷川党コレナリ。」と記されていることから、秦氏とも密接な関係があったと考えられる。
明治時代に入って法貴寺村の天神と称する当社を式内池坐朝霧黄幡比売神社と見做すようになり、明治15年（1882年）には郷社に列格した。

### 神階
- 天安3年（859年）1月27日、従五位下より従五位上（『日本三代実録』）- 表記は「池坐朝霧黄幡比売神」

## 境内

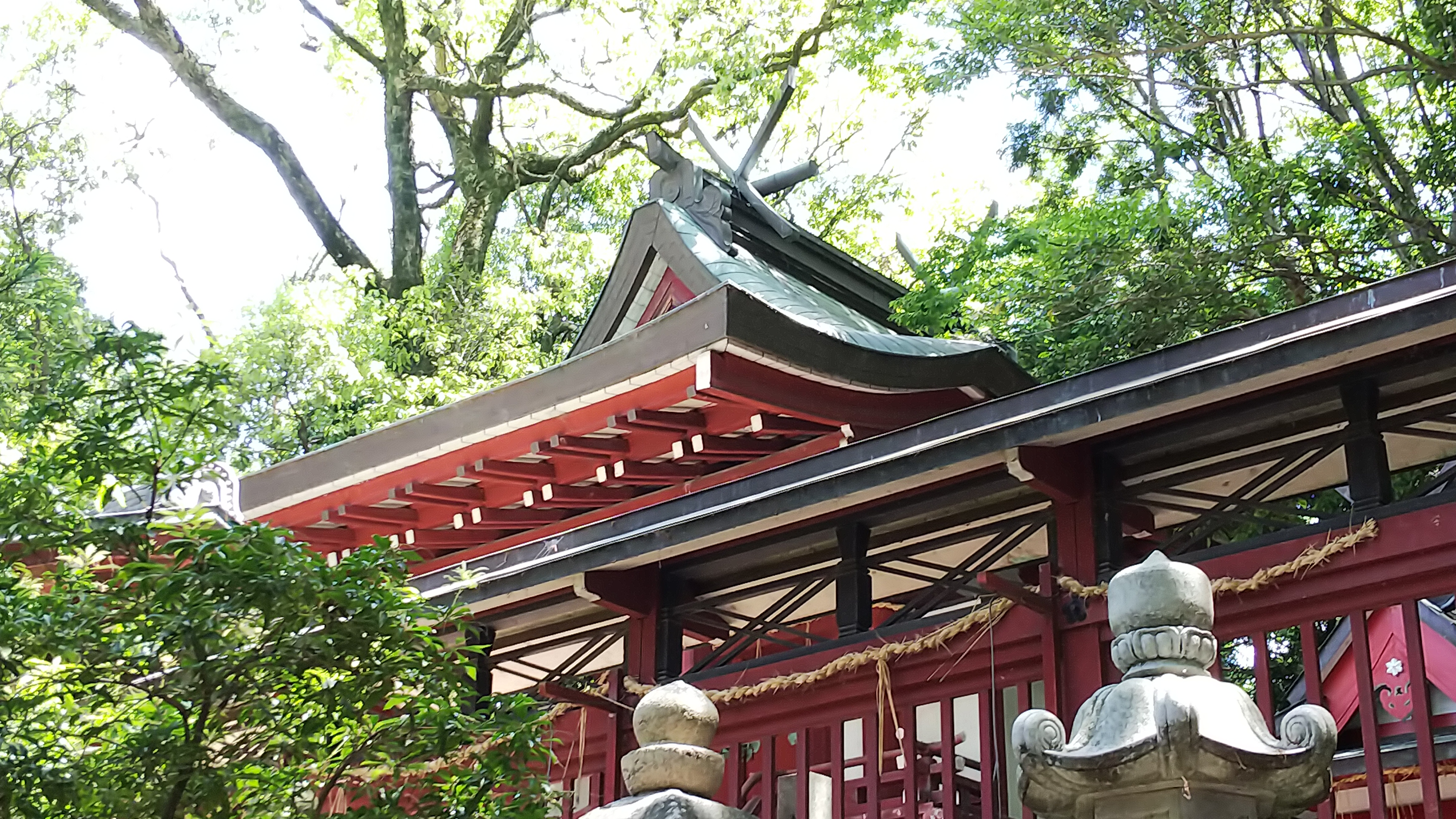
本殿
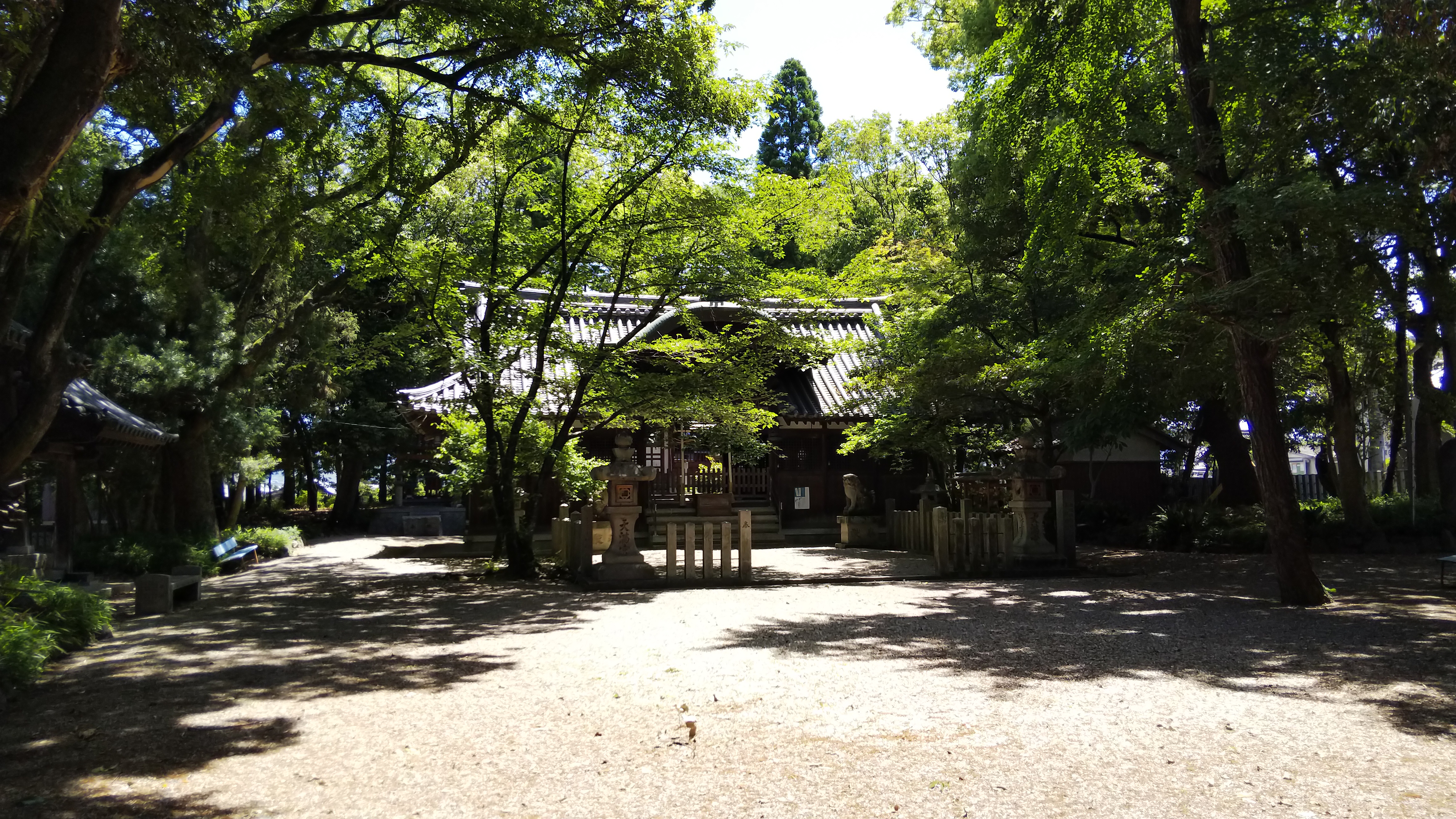
境内
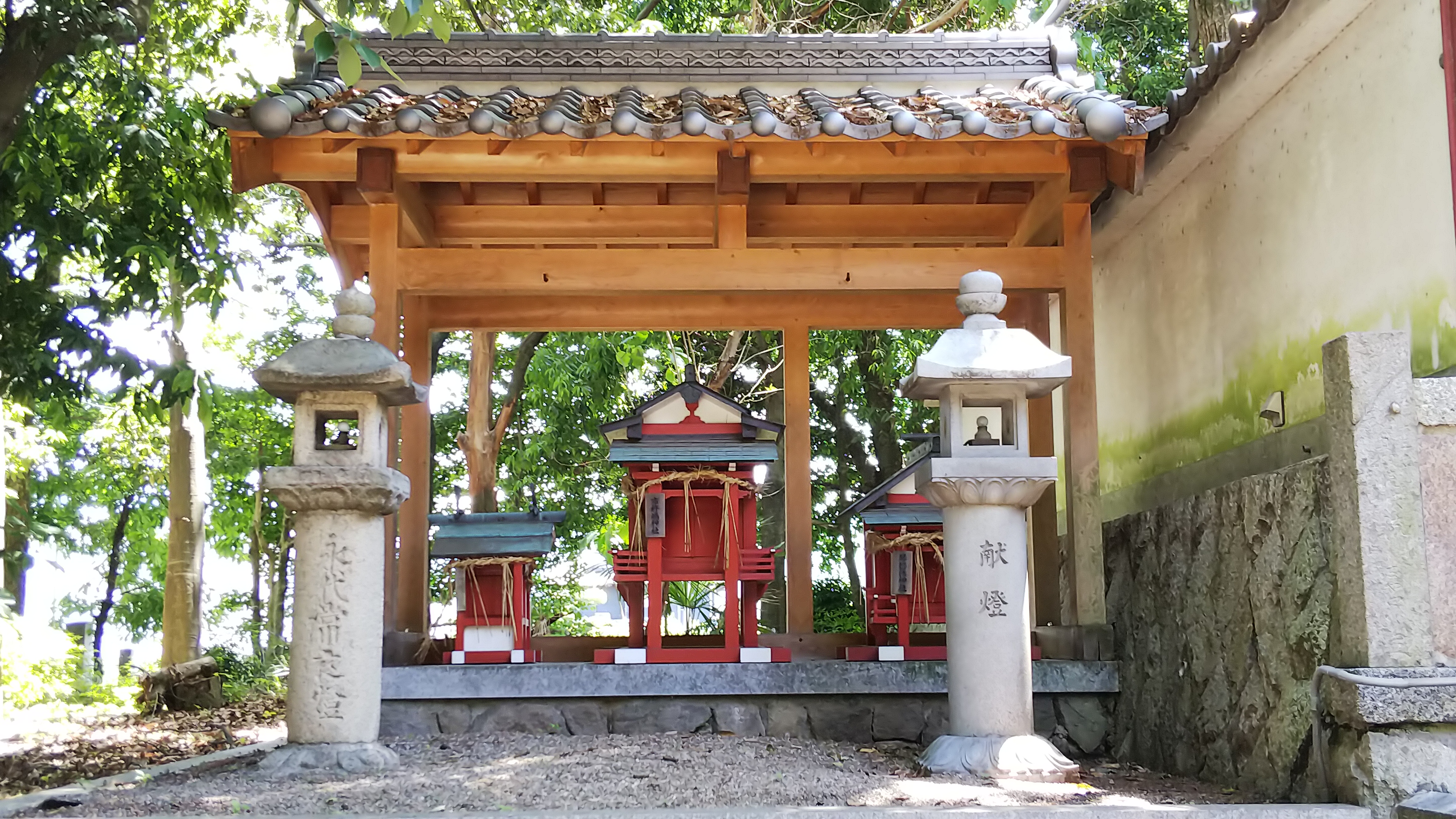
末社（左側）
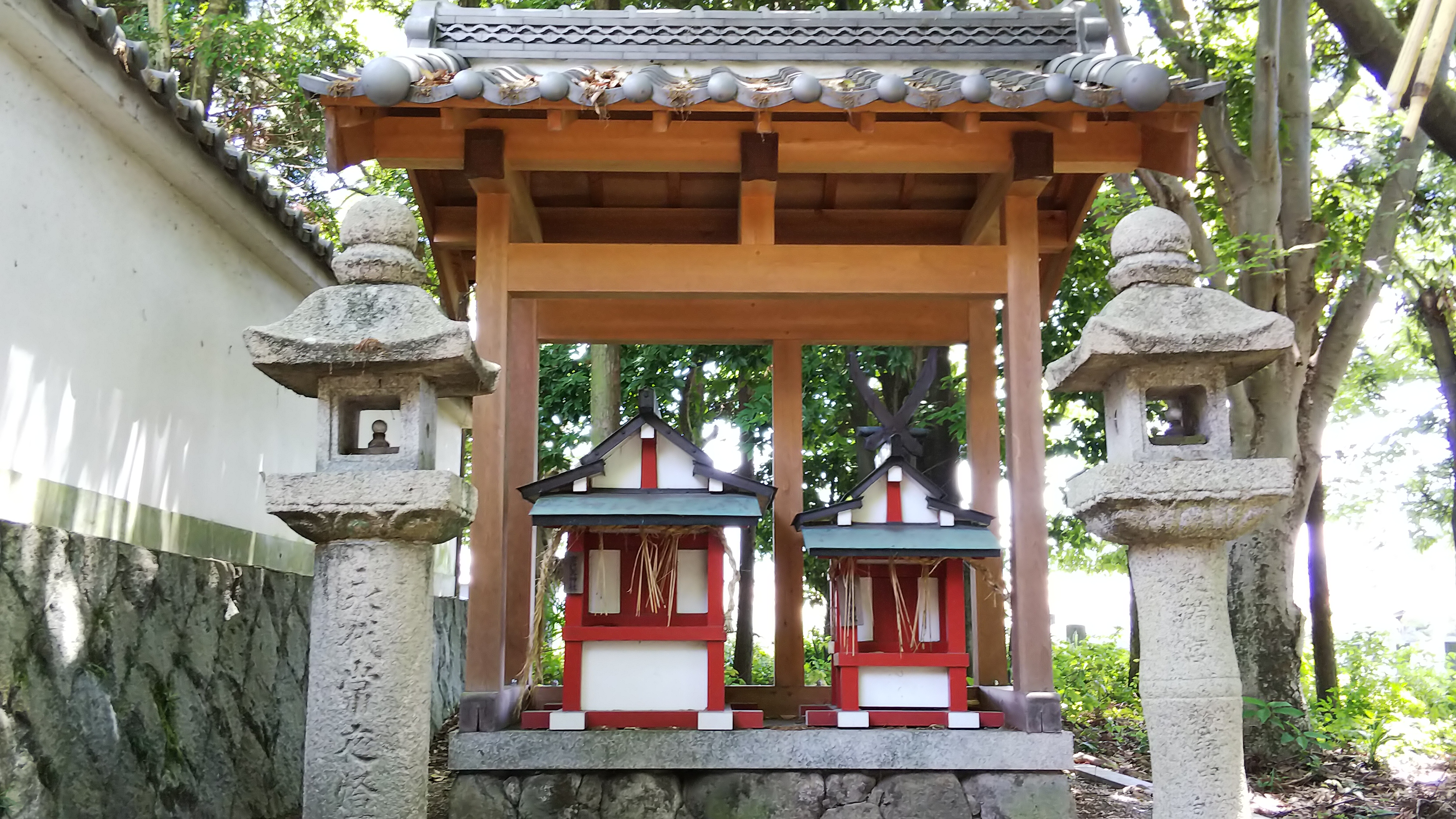
末社（右側）
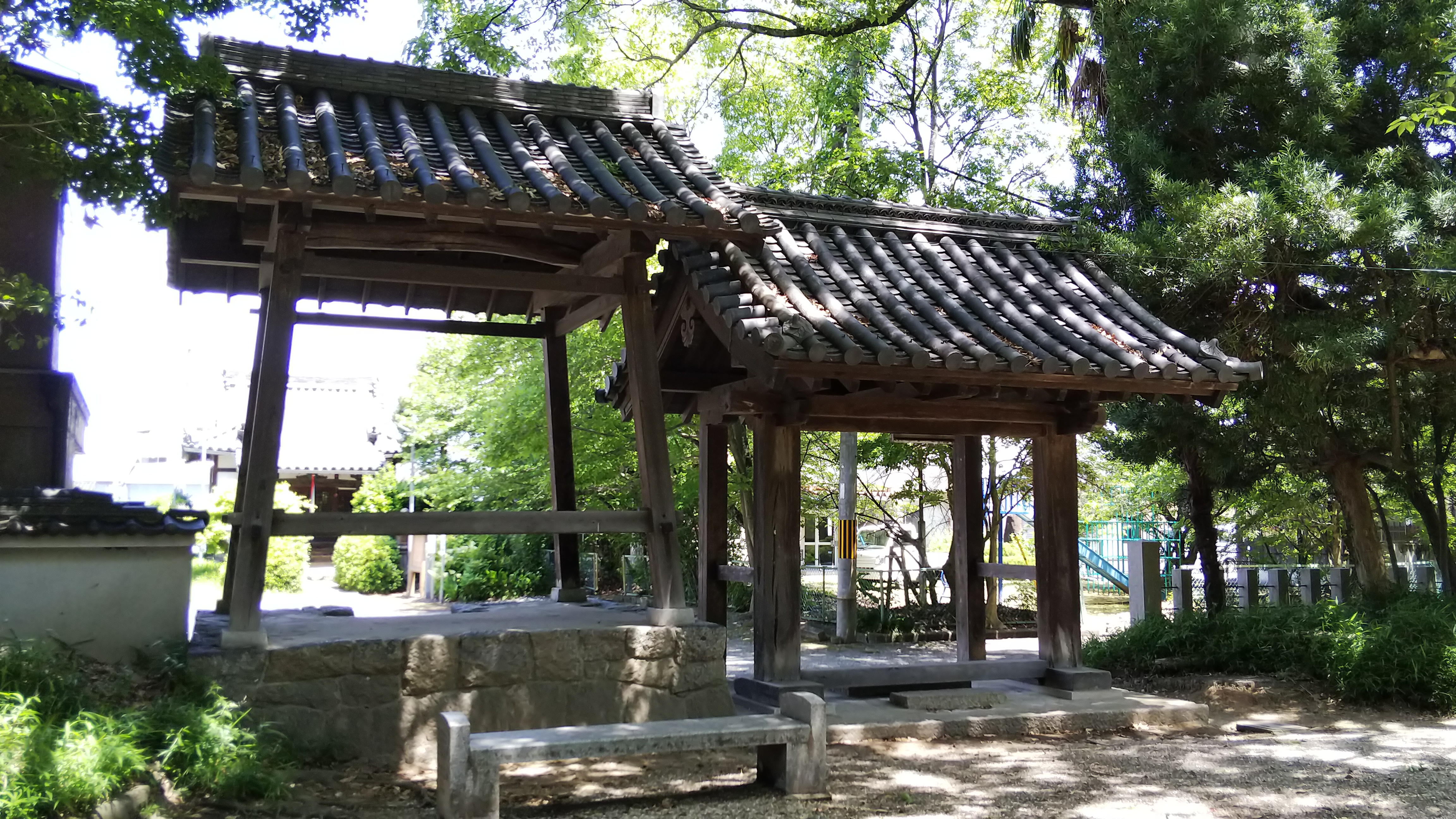
境内にある法貴寺千萬院山門・梵鐘跡

## 交通アクセス
- 近畿日本鉄道 橿原線 石見駅から東へ徒歩20分（各停のみ停車）、田原本駅から北東へ徒歩30分（各停・急行が停車）
- 西日本旅客鉄道（JR西日本）桜井線 柳本駅から西へ徒歩40分